# إيفان كيلر
إيفان كيلر (من مواليد 13 ديسمبر 1960 – سبتمبر 22, 2006)، الملقب بـ (الوسادة القاتلة). هو قاتل متسلسل فرنسي قتل بين العام 1989 و 2006 ما لا يقل عن 23 شخصا في فرنسا وسويسرا وألمانيا واعترف بقتل نحو 150شخص. إذا أثبتت عليه الجرائم فإنها تجعله أشهر قاتل متسلسل فرنسي في القرن العشرين.

## السيرة الذاتية

### الطفولة
ولِد إيفان كيلر في 13 ديسمبر، 1960, في أوت رين في ويتنهيم. كان والداه من صناع السلال ومن المسافرين المستقرين والذين لديهم 8 أطفال آخرين، كلهم يعيشون في شارع بورج (Bourg). والده (يوسف) كان يعمل في منجم بوتاس في مدينة ألزاس. نشأ كيلر بين أسرة غير مستقرة، كما أن والده أجبره على العمل بجد حتى يتمكنوا من البقاء على قيد الحياة. توفيت والدته وهي في سن 49.
تسببت هذه الحياة المزدحمة بإلقاء إيفان وراء القضبان في سن الـ17 بتهمة سرقة متحفين في باتنهيم في العام 1981. اعتقل كيلر وحكم عليه بالسجن 10 سنوات بتهمة السرقة.

### الرجل ذو الوجهين
أطلق سراح كيلر في أغسطس 1989, ثم انتقل إلى مولهاوس في شارع فردان في الشقة من القصر القديم في منطقة خضراء هادئة وبعيدة عن وسط المدينة. أصبح كيلر بستاني وقام بإنشاء شركة صغيرة اسمها (إلسا جاردين). كان العملاء راضون جدا بعمله وكثيرا ما أوصوا به. عاش بذلك حياة متواضعة مع امرأة تدعى مارينا، إلا أنهما انفصلا في وقت لاحق ومن ثم وجد رفيقة جديدة اسمها سيفيرين.
قالوا جيران كيلر إنه كان يحب المساعدة جدا وودي وحنون مع الحيوانات.
كما قالت مارينا زوجة كيلر الأولى: انه كان يجبرها على ممارسة الدعارة؛ لأنه كان بحاجة إلى المال بسبب حبه لاقتناء الأشياء الفارهة والذهاب إلى الكازينوهات وحضور سباق الخيل وارتياد المطاعم والفنادق ذات الأسماء الشهيرة. قال أحد أصدقائه انه بينما كان كيلر في علاقة مع زوجته الثانية سيفيرين كانت هي بالفعل في علاقة مع رجل آخر وعندما علم كيلر بهذا، ذهب لرؤية الرجل ووضع المسدس في فمه مهددا له أن يترك زوجته وحدها.
لذا كان هناك وجهين اثنين لإيفان كيلر، وجه للجيران والزملاء والذي كان في اعين الجميع (الرجل اللبق)، في حين أنه لعائلته يظهر وجهه الآخر الذي كان غاضبًا ولا يرحم.

## الجرائم والتحقيقات التابعة
في كانون الثاني يناير-1994, في بورنو-لو-هو، شارع باس، كان مكان ماري وينترهول والتي وجدت ميتة في سريرها، مستلقية على ظهرها. ولخص الطبيب إلى أنه موتها كان طبيعي ثم اصدر رخصة دفن.
في 12 آذار مارس-1994، في شارع باس، قرر رجل يدعى جيرمان عاما زيارة الأم إرنستين مانغ البالغة من العمر 86 وكان متفاجئ أنه وجد آلة قديمة الطراز لصنع الزبدة (المخضة) خلف الباب، التي كانت مخزنة في قبو لمدة سنوات. بعد ذلك وجد أمه ميتة في السرير ومستلقية على ظهرها، وأعرب عن دهشته حيث أن الفراش كان مرتبا وغير مبعثر؛ لأن إرنستين واجهت صعوبة في التحرك بسبب مشاكل في الورك، وبسبب هذا كان واثقًا انها لم تكن هي من نقلت المخضة.
في 27 أبريل- نيسان 1994، في شارع باس 22, عُثِر على اوغوستا واسمير البالغة من العمر 77 سنه ميتة في سريرها ومستلقية على ظهرها ولم تكن هناك علامات على اقتحام لكن وجدت ابنتها ماري فرانسواز روكلين أن السرير كان مرتباً بإتقان. بعد تشريح الجثة توصل إلى ان سبب الموت كان سكتة قلبية على الأرجح؛ بسبب خوف عظيم. وفي وقت لاحق لاحظت ماري فرانسواز أن البطاقة البنكية لاوغوستا ومفاتيح المنزل قد اختفت، وأن البطاقة قد تم استخدامها في مولهاوس في إجراء ثلاث عمليات سحب.
بعد اعتقاله اعترف كيلر بقتل 150 شخصا.
تورط إيفان كيلر في 23 جريمة قتل في حق سيدات كبار في السن، ولكن أُشتبه بقتل 40.
و لانه كان بستاني الحدائق كان يمكن لكيلر تحديد موقع منازل ضحاياه بسهولة. قتل كبار السن حتى يتمكن من سرقة الأشياء الثمينة مثل النقود واللوحات والمجوهرات وكان يقوم في وقت لاحق ببيعها إلى تجار الخردة. ويقوم بتكرار نفس السيناريو في كل مرة، يخنق ضحاياه في السرير، ثم يرتب السرير بإتقان حتى يتبين انها كانت مجرد موتة طبيعية.

### الاعتقال
اتهم ايفان كيلر 3 مرات بين عامي 1993 و 2003 , ولكن التهمتين الاوائل لم تسيران بالشكل المطلوب. وبعد ثلاث سنوات من التحقيق أدت التهمة الثالثة إلى اعتقاله. اعترف كيلر بسرعة عدد الضحايا إلى 150، واعترف انه كان نشطاً في الألزاس وسويسرا وألمانيا. اتُهِم كيلر بخمس وفيات، ثلاثة في هوت-رين في عام 1994 واثنين في الراين الأسفل.و يتم الآن التحقيق في ثمانية جرائم قتل يمكن أن تكمل القائمة مع عثور المحققين على أوجه التشابه في حالات أخرى أيضًا.

## الوفاة
انتحر إيفان كيلر في 22 سبتمبر- 2006 في مولهاوس المحكمة العليا. قتل نفسه باستخدام ربطة حذائه وقام بجدل الحبال على شكل حبل ومن ثم ربطها في نيون المحكمة.

## في وسائل الإعلام الأخرى

### المقالات الصحفية
- «وراء انتحار قاتل ظل السيدات القديمة» مقالة نشرت في 26 سبتمبر 2006 في التحرير.
- "مولوز. Il s'accusait د d'une trentaine دي الجرائم " المادة نشرت يوم سبتمبر 27, 2006 في La Dépêche دو ميدي.
- «Sur les آثار دو tueur دي vieilles السيدات» المادة جان-مارك دوكوس وجان-فرانسوا فري نشرت يوم سبتمبر 27, 2006 في لو باريزيان.
- «ليه الدرك ne nous ont pas بانشيات الاتحاد الأفريقي sérieux» المادة نشرت يوم سبتمبر 27, 2006 في لو باريزيان.
- "مولهاوس: كيلر، tueur دو القرن? " مقال نشر في 4 أكتوبر 2006 في لو نوفيل أوبسرفاتور.
- «إيفان كيلر aurait fait 23» المادة جان-مارك دوكوس وفرانسوا Vignolle نشرت في 25 أبريل 2007 في صحيفة لو باريزيان.
- «Mise en examen de deux complices دو»tueur aux vieilles السيدات" " المادة نشرت يوم 3 أكتوبر، 2008 في لو باريزيان.
- "La compagne d'un tueur en série indemnisée " مقال نشر في 20 مايو، 2009 في لتر في البلاد.
- «كيلر se يعتمدون après s إليه accusé de trente meurtres» المادة يولاند Baldeweck نشرت في 25 يناير، 2010 في لوفيجارو.
- "L'homme qui s'accusait دي 150 meurtres... " مقالة نشرت في شباط / فبراير 5, 2012 في L'.
- "سفاح؟ " مقالة نشرت في 17 فبراير، 2012 في Dernières الجديدة d'alsace.
- «Tueur دي vieilles السيدات: pas d'erreur دو المحكمة» المادة نشرت يوم 25 فبراير، 2012 في Le للحركة الجمهورية لورين.
- (بالإيطالية)«Il القاتل che دافا la morte ميغليوري» مقالة نشرت في 3 أغسطس عام 2017 في كورييري ديلا سيرا.

### التلفزيون والأفلام الوثائقية
- "إيفان كيلر: "قاتل الوسادة" يوم 5 أكتوبر و 15، تشرين الثاني / نوفمبر 26 و 30، 12 ديسمبر 17, 2010 في أفيرز criminelles على NT1, ثم على Toute l التاريخ.
- «قضية كيلر حالة قاتل الوسادة» 22 ديسمبر، 2010 في التحقيقات الجنائية: مجلة الأخبار على W9 بث في ملفات criminels على Numero 23.
- «القاتل انتحر» (التقرير الأول) في ستراسبورغ في 10 حزيران / يونيو 17 و 25 و 29, 2013, 5 مايو 12 و 20, 2014 في جرائم على NRJ 12.

### البث الإذاعي
- «إن إيفان كيلر القضية» في 17 فبراير 2012، و «إيفان كيلر قاتل الوسادة», يونيو 5, 2013 في الجريمة ساعة قبل جاك Pradel على RTL.